# Tipula (Lunatipula) cypris
Tipula (Lunatipula) cypris is een tweevleugelige uit de familie langpootmuggen (Tipulidae). De soort komt voor in het Palearctisch gebied.